# Setophaga pityophila
Setophaga pityophila là một loài chim trong họ Parulidae.